# Morris Minor and the Majors
Morris Minor and the Majors war eine britische Band aus Rotherham in South Yorkshire, England.

## Geschichte
Sie wurde von den britischen Comedians Tony Hawks und Paul Boross gegründet. Der Name der Band ist eine Parodie: Der kleinere Morris Morris Minor war ein in Großbritannien weit verbreiteter Kleinwagen und der Plural des militärischen Rangs Major lässt sich auch mit die Größeren übersetzen. Tony Hawks nutzte Morris Minor als Bühnennamen, Paul Boross trat als Rusty Wing auf und Phil Judge als Phil Errup.
Bekannt wurde die Gruppe im Jahr 1987 durch ihre Rap-Parodie Stutter Rap (No Sleep til Bedtime), welche am Stil von No Sleep till Brooklyn der Beastie Boys angelehnt ist. Das Lied erreichte Platz 4 der UK Singles Chart und belegte in Australien sogar die Position 2. Den Stutter Rap und weitere von Tony Hawks geschriebene Lieder kann man sich auf der offiziellen Webseite des Künstlers anhören.
Die zweite Single This Is the Chorus erreichte in Großbritannien lediglich die Position 95 und die dritte Single Morris Minor konnte sich gar nicht platzieren.
Sein Hit ermöglichte es Hawks jedoch, die TV-Serie Morris Minor's Marvellous Motors zu schreiben, in der er einen fiktiven Bandleader spielt, der sich mit einer Autowerkstatt über Wasser halten muss. Die erste und einzige Staffel mit 6 Episoden wurde 1989 auf BBC One ausgestrahlt.

## Diskografie
- Stutter Rap (No Sleep til Bedtime) (1987)
- This Is the Chorus (1988, eine Parodie auf die Hits des in den 1980er Jahren erfolgreichen Produzententrios Stock Aitken Waterman)
- Morris Minor (1989)
- Spring the Mood (1990, parodiert Swing the Mood von Jive Bunny & the Mastermixers)
- Christmas Party Megamix (1998, ein Mix aus Weihnachtsliedern)